# Liste des circonscriptions législatives des Yvelines

Circonscriptions législatives des Yvelines depuis le redécoupage de 2010

Le département français des Yvelines est composé de douze circonscriptions législatives.
À sa création le 1er janvier 1968, il était constitué de huit circonscriptions, puis après le redécoupage électoral de 1986 de douze circonscriptions. Ce nombre a été maintenu lors du redécoupage de 2010, entré en application à compter des élections législatives de 2012.

## Présentation
Avec la réorganisation de la région parisienne en 1964 qui a fondé le département des Yvelines, huit circonscriptions législatives ont été créées.
Lors des élections législatives de 1986 qui se sont déroulées selon un mode de scrutin proportionnel à un seul tour par listes départementales, le nombre de sièges des Yvelines a été porté de huit à douze.
Le retour à un mode de scrutin uninominal majoritaire à deux tours en vue des élections législatives suivantes, a maintenu ce nombre de douze sièges,, selon un nouveau découpage électoral prenant en compte les récentes modifications cantonales,,.
Le redécoupage des circonscriptions législatives réalisé en 2010 et entrant en application à compter des élections législatives de juin 2012, a modifié la répartition des circonscriptions des Yvelines, en maintenant le nombre de douze circonscriptions.

## Description géographique et démographique

### Composition des circonscriptions depuis 2012
Depuis le nouveau découpage électoral, le département conserve le même nombre de circonscriptions. Sur les douze circonscriptions issues du découpage de 1986, cinq restent inchangées (les quatrième, cinquième, septième, huitième et neuvième circonscriptions) tandis que sept sont redéfinies (les première, deuxième, troisième, sixième, dixième, onzième et douzième circonscriptions).
Les sept circonscriptions modifiées le sont de la manière suivante :
- la moitié nord du canton de Montfort-l'Amaury est transférée de la 10e à la 12e circonscription ;
- la totalité du canton de Poissy-Nord, à l'exception de la partie de la commune de Poissy, qu'il contient, est transféré de la 12e à la 6e circonscription ;
- la commune des Clayes-sous-bois est transférée de la 12e à la 3e circonscription ;
- le canton de Viroflay est transféré de la 1re à la 2e circonscription ;
- la commune du Mesnil-Saint-Denis est transférée de la 2e à la 11e circonscription.

Les nouvelles circonscriptions regroupent ainsi les cantons suivants :
| Circonscription | Composition | Population |
| --------------- | --- | ---------- |
| Première        | Canton de Montigny-le-Bretonneux : toute la ville de Montigny-le-Bretonneux et toute la ville de Guyancourt Canton de Versailles-1 : la majorité de la ville de Versailles, excluant le quartier des Chantiers (c'est-à-dire le sud de l'avenue de Paris, jusqu'à l'avenue Charles de Gaulle) et la partie Est du quartier Saint-Louis (à l'est de la rue Saint-Médéric)                                        | 124 730    |
| Deuxième        | Canton de Chevreuse (sauf la commune du Mesnil-Saint-Denis) Canton de Vélizy-Villacoublay Canton de Versailles-2 Canton de Viroflay | 119 917    |
| Troisième       | Canton de La Celle-Saint-Cloud Canton du Chesnay Canton de Saint-Nom-la-Bretèche Canton de Plaisir (seulement la commune des Clayes-sous-Bois) | 115 794    |
| Quatrième       | Canton de Chatou Canton de Houilles Canton de Marly-le-Roi | 115 241    |
| Cinquième       | Canton de Maisons-Laffitte Canton de Sartrouville Canton du Vésinet | 111 861    |
| Sixième         | Canton du Pecq Canton de Saint-Germain-en-Laye-Nord Canton de Saint-Germain-en-Laye-Sud Canton de Poissy-Nord (communes de Carrières-sous-Poissy, Médan et Villennes-sur-Seine) | 112 820    |
| Septième        | Canton d’Andrésy Canton de Conflans-Sainte-Honorine Canton de Meulan (sauf les communes des Mureaux et de Chapet) Canton de Triel-sur-Seine | 117 264    |
| Huitième        | Canton de Limay Canton de Mantes-la-Jolie Canton de Mantes-la-Ville | 118 014    |
| Neuvième        | Canton d'Aubergenville Canton de Bonnières-sur-Seine Canton de Guerville Canton de Houdan Canton de Meulan (communes des Mureaux et de Chapet) | 135 628    |
| Dixième         | Canton de Maurepas (sauf les communes d'Élancourt et de La Verrière) Canton de Montfort-l'Amaury (communes de Béhoust, Bazoches-sur-Guyonne, Galluis, Garancières, Grosrouvre, Jouars-Pontchartrain, La Queue-les-Yvelines, Le Tremblay-sur-Mauldre, Les Mesnuls, Mareil-le-Guyon, Méré, Millemont, Montfort-l'Amaury et Saint-Rémy-l'Honoré) Canton de Rambouillet Canton de Saint-Arnoult-en-Yvelines         | 119 744    |
| Onzième         | Canton de Maurepas (communes d'Élancourt et de La Verrière) Canton de Saint-Cyr-l'École Canton de Trappes Canton de Chevreuse (commune du Mesnil-Saint-Denis) | 112 543    |
| Douzième        | Canton de Montfort-l'Amaury (communes d'Auteuil, Autouillet, Beynes, Boissy-sans-Avoir, Flexanville, Goupillières, Marcq, Neauphle-le-Château, Neauphle-le-Vieux, Saint-Germain-de-la-Grange, Saulx-Marchais, Thoiry, Vicq, Villiers-le-Mahieu et Villiers-Saint-Frédéric) Canton de Plaisir (sauf la commune des Clayes-sous-Bois) Canton de Poissy-Nord (seulement la commune de Poissy) Canton de Poissy-Sud | 103 111    |

À la suite du redécoupage des cantons de 2014, les circonscriptions législatives ne sont plus composées de cantons entiers mais continuent à être définies selon les limites cantonales en vigueur en 2010. Les circonscriptions sont ainsi composées des cantons actuels suivants :
- 1re circonscription : cantons de Montigny-le-Bretonneux et Versailles-1 (sauf partie Est du quartier Saint-Louis de Versailles)
- 2e circonscription : cantons de Maurepas (sauf communes de Coignières, Maurepas et Le Mesnil-Saint-Denis), Versailles-1 (partie Est du quartier Saint-Louis de Versailles) et Versailles-2, commune de Cernay-la-Ville
- 3e circonscription : canton du Chesnay-Rocquencourt, communes de Chavenay, Les Clayes-sous-Bois, Feucherolles, L'Etang-la-Ville, Noisy-le-Roi, Rennemoulin, Saint-Nom-la-Bretèche et Villepreux
- 4e circonscription : cantons de Chatou (sauf commune du Vésinet) et Houilles (sauf commune de Montesson), commune de Louveciennes
- 5e circonscription : canton de Sartrouville, communes de Montesson et du Vésinet
- 6e circonscription : cantons de Poissy (sauf commune de Poissy) et Saint-Germain-en-Laye (sauf commune de L'Etang-la-Ville), communes de Médan et Villennes-sur-Seine
- 7e circonscription : cantons de Conflans-Sainte-Honorine et des Mureaux (sauf commune d'Ecquevilly), communes de Triel-sur-Seine, Verneuil-sur-Seine et Vernouillet
- 8e circonscription : cantons de Limay (sauf communes d'Epône, La Falaise et Mézières-sur-Seine) et Mantes-la-Jolie
- 9e circonscription : cantons d'Aubergenville (12 communes) et de Bonnières-sur-Seine, communes d'Ecquevilly, Epône, La Falaise et Mézières-sur-Seine
- 10e circonscription : cantons d'Aubergenville (17 communes) et de Rambouillet, communes de Coignières et Maurepas
- 11e circonscription : cantons de Saint-Cyr-l'Ecole (sauf communes de Chavenay, Rennemoulin et Villepreux) et de Trappes, commune du Mesnil-Saint-Denis
- 12e circonscription : cantons d'Aubergenville (11 communes), Plaisir (sauf commune des Clayes-sous-Bois) et de Verneuil-sur-Seine (sauf communes de Médan, Feucherolles, Noisy-le-Roi, Saint-Nom-la-Bretèche, Triel-sur-Seine, Verneuil-sur-Seine, Vernouillet et Villennes-sur-Seine), commune de Poissy

### Composition des circonscriptions de 1988 à 2012

Circonscriptions législatives des Yvelines de 1988 à 2012

À compter du découpage de 1986, les Yvelines comprennent douze circonscriptions regroupant les cantons suivants :
| Circonscription | Composition | Population | Population active |
| --------------- | --- | ---------- | ----------------- |
| Première        | Versailles-Nord Versailles-Nord-Ouest Versailles-Ouest Viroflay                                                    | 136 282    | 67 541            |
| Deuxième        | Chevreuse Vélizy-Villacoublay Versailles-Sud                                                                       | 109 865    | 53 761            |
| Troisième       | La Celle-Saint-Cloud Le Chesnay Saint-Nom-la-Bretèche                                                              | 97 231     | 45 061            |
| Quatrième       | Chatou Houilles Marly-le-Roi                                                                                       | 108 427    | 53 268            |
| Cinquième       | Maisons-Laffitte Sartrouville Le Vésinet                                                                           | 108 016    | 51 467            |
| Sixième         | Le Pecq Saint-Germain-en-Laye-Nord Saint-Germain-en-Laye-Sud                                                       | 86 690     | 41 870            |
| Septième        | Andrésy Conflans-Sainte-Honorine Meulan (sauf les communes des Mureaux et de Chapet) Triel-sur-Seine               | 112 588    | 54 708            |
| Huitième        | Limay Mantes-la-Jolie Mantes-la-Ville                                                                              | 116 246    | 53 031            |
| Neuvième        | Aubergenville Bonnières-sur-Seine Guerville Houdan Meulan (communes des Mureaux et de Chapet)                      | 129 303    | 61 372            |
| Dixième         | Montfort-l'Amaury Rambouillet Saint-Arnoult-en-Yvelines Maurepas (sauf les communes d'Élancourt et de La Verrière) | 134 251    | 67 284            |
| Onzième         | Saint-Cyr-l'École Trappes-en-Yvelines Maurepas (communes d'Élancourt et de La Verrière)                            | 100 723    | 51 185            |
| Douzième        | Plaisir Poissy-Nord Poissy-Sud                                                                                     | 114 335    | 56 926            |

### Composition des circonscriptions de 1968 à 1986
Suivant le découpage de 1966, les Yvelines comprennent huit circonscriptions regroupant ces divisions administratives :
| Circonscription | Composition |
| --------------- | --- |
| Première        | Canton de Houilles Canton de Maisons-Laffitte |
| Deuxième        | Canton de Chatou Canton de Saint-Germain-en-Laye |
| Troisième       | Canton de Conflans-Sainte-Honorine Canton de Meulan Canton de Poissy |
| Quatrième       | Canton de La Celle-Saint-Cloud Canton de Marly-le-Roi Commune du Chesnay du canton de Versailles-Nord-Ouest Commune des Clayes-sous-Bois du canton de Versailles-Ouest                                                 |
| Cinquième       | Canton de Versailles-Nord sauf la commune de Viroflay Canton de Versailles-Nord-Ouest sauf la commune du Chesnay Communes de Bois-d'Arcy et Fontenay-le-Fleury du canton de Versailles-Ouest                           |
| Sixième         | Canton de Versailles-Sud Canton de Versailles-Ouest sauf les communes de Bois-d'Arcy, Fontenay-le-Fleury, Les Clayes-sous-Bois, Plaisir, Thiverval-Grignon et Trappes Commune de Viroflay du canton de Versailles-Nord |
| Septième        | Canton de Bonnières-sur-Seine Canton de Houdan Canton de Limay Canton de Mantes-la-Jolie |
| Huitième        | Canton de Chevreuse Canton de Montfort-l'Amaury Canton de Rambouillet Canton de Saint-Arnoult-en-Yvelines Communes de Plaisir, Thiverval-Grignon et Trappes du canton de Versailles-Ouest                              |

## Critiques formulées sur les redécoupages successifs
Les redécoupages de la carte électorale par les gouvernements, en 1986 et 2010, ont fait l'objet de critiques de la part de leur opposition. Les controverses relatives aux Yvelines sont les suivantes :
- La 1re circonscription se compose de 2 aires non contiguës, reliant les cantons de Versailles-Nord-Ouest et de Montigny-le-Bretonneux, par une fraction de territoire détachée du canton de Versailles-Sud.
- La 4e circonscription se compose de 2 aires contiguës par une bande de territoire de 300 m, reliant les cantons de Chatou, au nord, et de Marly-le-Roi, au sud.
- La 6e circonscription se compose de 2 aires contiguës par le lit de la Seine sur 250 m, reliant une fraction du canton de Poissy-Nord à celui de Saint-Germain-en-Laye-Nord ; ces deux aires sont sans voie de communication directe puisqu'elles passent par d'autres circonscriptions via des ponts sur le fleuve.
- La 11e circonscription se compose de 2 aires contiguës en un seul point, aux extrémités des cantons de Saint-Cyr-l’École, au nord et de Trappes, au sud.

Cantons et communes de la 1re circonscription en 2012
Cantons et communes de la 4e circonscription en 2012
Cantons et communes de la 6e circonscription en 2012
Cantons et communes de la 11e circonscription en 2012

Le député Bruno Le Roux estime, en 2010, que cette carte fragmentée favorise le maintien de sièges à la droite de l'Assemblée, alors que les partis de gauche progressent dans les Yvelines depuis les élections municipales de 2008. Il explicite cette hypothèse, en particulier, pour la 12e circonscription dont des communes urbaines votant majoritairement à gauche ont été détachées, alors que des cantons ruraux votant à droite lui ont été rattachés. L'élection présidentielle de 2012, qui précède les législatives, confirme la progression socialiste dans les bassins urbains industrialisés des Yvelines. Et en observant la carte des résultats, plusieurs de ces agglomérations apparaissent fractionnées entre des circonscriptions dans la mouvance de la majorité départementale.

Zones urbaines des Yvelines
Résultats du 2e tour de la présidentielle de 2012